# Jeżówka (województwo mazowieckie)
Jeżówka – wieś w Polsce położona w województwie mazowieckim, w powiecie sochaczewskim, w gminie Sochaczew. Ma status sołectwa.
| SIMC    | Nazwa           | Rodzaj    |
| ------- | --------------- | --------- |
| 1057870 | Jeżówka-Kolonia | część wsi |

W latach 1954–1961 wieś należała i była siedzibą władz gromady Jeżówka, po jej zniesieniu w gromadzie Szymanów.
Od 1 stycznia 1973 do 4 października 1973 w gminie Nowa Sucha. 5 października 1973 sołectwo Jeżówka włączono do gminy Sochaczew.
W latach 1975–1998 miejscowość administracyjnie należała do województwa skierniewickiego.